# Общественная палата Российской Федерации второго состава
Обще́ственная пала́та Росси́йской Федера́ции — организация, обеспечивающая взаимодействие граждан Российской Федерации, общественных объединений с органами государственной власти и органами местного самоуправления в целях учёта потребностей и интересов граждан Российской Федерации, защиты прав и свобод граждан Российской Федерации.
В данном списке присутствует информация о членах первого Состава Общественной палаты со сроком полномочий 2008—2010 годы и её деятельности в этот период.

## Законодательная база
Общественная палата была сформирована в соответствии с Федеральным законом РФ «Об Общественной палате Российской Федерации» от 4 апреля 2005 года № 32. Согласно Закону, Общественная палата избирается каждые два года (с 2012 — каждые три года) и осуществляет взаимодействие граждан с федеральными органами государственной власти, органами государственной власти субъектов Российской Федерации и органами местного самоуправления в целях учёта потребностей и интересов граждан Российской Федерации, защиты прав и свобод граждан Российской Федерации и прав общественных объединений при формировании и реализации государственной политики в целях осуществления общественного контроля над деятельностью федеральных органов исполнительной власти, органов исполнительной власти субъектов Российской Федерации и органов местного самоуправления, а также в целях содействия реализации государственной политики в области обеспечения прав человека в местах принудительного содержания.

## Состав Общественной Палаты

### Члены Общественной палаты, утверждённые Указом Президента РФ
1. Абакумов Сергей Александрович;
2. Алексеева Татьяна Олеговна — секретарь Общественной палаты Кемеровской области, президент Кузбасской торгово-промышленной палаты;
3. Аюшеев Дамба Бадмаевич;
4. Бадовский Дмитрий Владимирович — заместитель директора Научно-исследовательского института социальных систем при Московском государственном университете имени М. В. Ломоносова;
5. Бокерия Лео Антонович;
6. Бондарчук Фёдор Сергеевич — актёр и кинорежиссёр;
7. Брод Александр Семёнович — директор Московского бюро по правам человека;
8. Васютин Юрий Сергеевич — председатель совета ассоциации общественных объединений «Общественная палата Орловской области»;
9. Велихов Евгений Павлович;
10. Викторов Максим Валерьевич;
11. Гайнутдин Равиль (Гайнутдинов Равиль Исмагилович);
12. Гербер Алла Ефимовна — президент фонда «Холокост»;
13. Глазычев Вячеслав Леонидович;
14. Гусев Павел Николаевич;
15. Давыдов Леонид Владимирович — председатель правления фонда «Петербургская политика»;
16. Джабраилов Сайд-Эмин Удинович — председатель Общественной палаты Чеченской Республики;
17. Дьякова Елена Григорьевна — председатель президиума Исполкома гражданского форума Уральского федерального округа;
18. Ефимов Александр Николаевич — Общероссийской общественной организации ветеранов войны и военной службы, маршал авиации, дважды Герой Советского Союза;
19. Захаров Владимир Михайлович;
20. Зятьков Николай Иванович — главный редактор газеты «Аргументы и факты», президент закрытого акционерного общества «Аргументы и факты»;
21. Каньшин Александр Николаевич;
22. митрополит Климент (Капалин Герман Михайлович);
23. Князева Галина Алексеевна — председатель Общественной палаты Республики Коми;
24. Кутафин, Олег Емельянович — сопредседатель Ассоциации юристов России, президент Московской государственной юридической академии, академик Российской академии наук;
25. Кучерена Анатолий Григорьевич;
26. Лазар Берл (Лазар Пинхос Берел);
27. Лановой Василий Семёнович — актёр театра имени Евг. Вахтангова, народный артист СССР;
28. Ломакин-Румянцев Александр Вадимович;[источник не указан 4574 дня]
29. Нетеребский Олег Викторович — заместитель председателя Федерации независимых профсоюзов России;
30. Очирова Александра Васильевна;
31. Панкращенко Виктор Николаевич — руководитель исполнительного секретариата Единого общероссийского объединения муниципальных образований (Конгресса);
32. Плещева Ирина Владимировна — руководитель Центра развития молодёжных средств массовой информации, комиссар молодёжного движения «Наши»;
33. Рачевский Ефим Лазаревич — директор Центра образования № 548 «Царицыно» г. Москвы;
34. Рошаль Леонид Михайлович;
35. Ряховский Сергей Васильевич;
36. Слободская Мария Александровна;
37. Тишков Валерий Александрович;
38. Фадеев Валерий Александрович;
39. Хайрулин Ильгиз Калимуллович — председатель Общественной палаты Республики Татарстан;
40. Хаматова Чулпан Наилевна — актриса театра «Современник», учредитель и член попечительского совета фонда «Подари жизнь», заслуженная артистка России;
41. Шевченко Максим Леонардович — автор и ведущий программы «Судите сами», главный редактор журнала «Смысл»;
42. Шохин Александр Николаевич;
43. Ясин Евгений Григорьевич — президент фонда «Либеральная миссия», научный руководитель Государственного университета — Высшей школы экономики.

### Члены Общественной Палаты, избранные общероссийскими общественными объединениями
1. Афоничев, Александр Алексеевич
2. Баранов, Александр Александрович
3. Борисов, Сергей Ренатович
4. Блохина, Лидия Васильевна
5. Ганичев, Валерий Николаевич
6. Глубоковская, Эльмира Гусейновна
7. Городничева, Юлия Михайловна
8. Гриб, Владислав Валерьевич
9. Жарков, Александр Николаевич
10. Зайцев, Геннадий Николаевич
11. Зыков, Олег Владимирович
12. Игнатенко, Александр Александрович
13. Каландаров, Камилжан Хамутович
14. Карпов, Анатолий Евгеньевич
15. Катырин, Сергей Николаевич
16. Клементьева, Роза Митрофановна
17. Козырев, Алексей Сергеевич
18. Кушнарев, Сергей Викторович
19. Липскеров, Дмитрий Михайлович
20. епископ Саратовский и Вольский Лонгин (Корчагин, Владимир Сергеевич)
21. Лопухин Антон Михайлович
22. Маланичева, Галина Ивановна
23. Марков, Сергей Александрович
24. Мигранян, Андраник Мовсесович
25. Мирзоев, Гасан Борисович
26. Мишин, Виктор Максимович
27. Потанин, Владимир Олегович
28. Пржездомский, Андрей Станиславович
29. Проклова, Елена Игоревна
30. Пугачёва, Алла Борисовна
31. Пузин, Сергей Никифорович
32. Резник, Генри Маркович
33. Рожнов, Олег Александрович
34. Самойлов, Вадим Рудольфович
35. Савченко, Анатолий Петрович
36. Сванидзе, Николай Карлович
37. Семерикова, Елена Геннадьевна
38. Стародубец, Анатолий Сергеевич
39. Суляндзига, Павел Васильевич
40. Титов, Борис Юрьевич
41. Томчин, Григорий Алексеевич
42. Фридман, Михаил Маратович
43. Честин, Игорь Евгеньевич
44. Шабанов, Сергей Георгиевич
45. Шахназаров, Карен Георгиевич
46. Школьник, Александр Яковлевич

### Члены Общественной Палаты, избранные межрегиональными и региональными общественными объединениями
1. Абрамов, Сергей Александрович
2. Адамский, Александр Изотович
3. Алексеева, Татьяна Олеговна
4. Алиева, Фазу Гамзатовна
5. Белозеров, Владимир Леонидович
6. Бондаренко, Владимир Дмитриевич
7. Вавилина, Надежда Дмитриевна
8. Васильев, Валерий Иванович
9. Гусельников, Леонид Константинович
10. Дайхес, Николай Аркадьевич
11. Державин, Николай Иванович
12. Духанина, Любовь Николаевна
13. Дьякова, Елена Григорьевна
14. Журавлёва, Татьяна Юрьевна
15. Заболотский, Виктор Владимирович
16. Зарубин, Александр Леонидович
17. Кириллина, Валентина Ивановна
18. Костина, Ольга Николаевна
19. Кузьминых, Константин Борисович
20. Лазуренко, Сергей Викторович
21. Лебедева, Лидия Давыдовна
22. Майер, Георгий Владимирович
23. Макеев, Анатолий Иванович
24. Машбаш, Исхак Шумафович
25. Мельников, Владимир Павлович
26. Минко, Сергей Тимофеевич
27. Мирейский, Кирилл Владимирович
28. Мошков, Владимир Витальевич
29. Нетеребский, Олег Викторович
30. Новиков, Юрий Васильевич
31. Ондар, Наталья Дожулдеевна
32. Пашаев, Давид Гусейнович
33. Петеров, Николай Владимирович
34. Самирханов, Амирхан Миркадамович
35. Соколова, Валентина Николаевна
36. Солтагереев, Хусайн Гиланович
37. Титов, Александр Фёдорович
38. Тототто, Юрий Михайлович
39. Третьяков, Олег Александрович
40. Туфетулова, Роза Рахматулловна
41. Феофан (Ашурков, Иван Андреевич)
42. Фролов, Константин Васильевич
43. Церетели, Зураб Константинович
44. Шолохов, Михаил Михайлович
45. Ярославова, Светлана Борисовна

## Деятельность и оценки
В 2009 году Общественная Палата стала субъектом законотворческого процесса. После внесения соответствующего изменения в регламент работы Госдумы, все новые законопроекты стали направляться на экспертизу, в том числе и в Общественную Палату. Но голос Общественной Палаты остался совещательным.
В 2010 Общественная Палата представила законопроект об Общественном контроле за деятельностью детских учреждений, однако, после широкой общественной дискуссии, длившейся несколько лет, законопроект так и не был принят.
В 2010 году число россиян, которым стало известно о существовании Общественной Палаты, по данным ВЦИОМ впервые превысило 50 %. Однако, при этом, также свыше 50 % выросло число граждан, не понимающих цели её создания.

## Комиссии Общественной Палаты
В Общественную палату Второго состава входили 17 комиссий Архивная копия от 4 января 2012 на Wayback Machine, в каждой из которых состояла до 8 членов палаты и которая занималась определенной сферой общественной жизни:
- Комиссия Общественной палаты по общественному контролю над деятельностью правоохранительных органов и реформированием судебно-правовой системы
- Комиссия Общественной палаты по делам ветеранов, военнослужащих и членов их семей
- Комиссия Общественной палаты по межнациональным отношениям и свободе совести
- Комиссия Общественной палаты по коммуникациям, информационной политике и свободе слова в средствах массовой информации
- Комиссия Общественной палаты по образованию и науке
- Комиссия Общественной палаты по культуре
- Комиссия Общественной палаты по здравоохранению
- Комиссия Общественной палаты по формированию здорового образа жизни, спорту и туризму
- Комиссия Общественной палаты по экологической политике и охране окружающей среды
- Комиссия Общественной палаты по экономическому развитию и поддержке предпринимательства
- Комиссия Общественной палаты по развитию благотворительности и совершенствованию законодательства о НКО
- Комиссия Общественной палаты по местному самоуправлению и жилищной политике
- Комиссия Общественной палаты по трудовым отношениям и пенсионному обеспечению
- Комиссия Общественной палаты по вопросам развития гражданского общества
- Комиссия Общественной палаты по социальной и демографической политике
- Комиссия Общественной палаты по сохранению культурного и духовного наследия
- Комиссия Общественной палаты по региональному развитию

## Совет Общественной Палаты
В состав Совета Общественной палаты входили председатели комиссий палаты, а также Секретарь Архивная копия от 19 мая 2012 на Wayback Machine палаты и его заместитель.

## Аппарат палаты
Аппарат Общественной палаты, в соответствии с законом, обеспечивал деятельность палаты и работал под общим руководством её секретаря.